# Секунда – Сасолбург (етилено/етанопровід)
Секунда — Сасолбург (етилено/етанопровід) — трубопровід, яким сполучили вуглехімічні комплекси південноафриканської компанії Sasol, розташовані на північному сході країни у провінції Мпумаланга.
З кінця 1960-х років у комплексі Сасолбург працювали крекінг-установки для виробництва етилена з газового бензину, а також потужності з полімеризації зазначеного олефіну. А в 1980-х запустили в роботу потужний комплекс у Секунді, у складі якого також наявна крекінг-установка, що випускає етилен (станом на 2004 рік її потужність становила майже 200 тисяч тонн на рік). Враховуючи наявність в Сасолбургу потужностей з випуску продукту наступного переділу, сюди проклали продуктопровід для постачання етилену з Секунди, тоді як сасолбурзькі крекінг-установки законсервували. Цей об'єкт має довжину 137 км та виконаний в діаметрі 350 мм.
Оскільки комплекс у Секунді також продукував етан, через певний час по трубопроводу почалося прокачування і цього газу, на використання якого перевели одну розконсервовану в Сасолбурзі установку (у середині 2010-х її потужність довели до 137 тисяч тонн етилену на рік).